# Lestomyia strigipes
Lestomyia strigipes är en tvåvingeart som beskrevs av Charles Howard Curran 1931. Lestomyia strigipes ingår i släktet Lestomyia och familjen rovflugor. Inga underarter finns listade i Catalogue of Life.